# Alberto Tanasini
Alberto Tanasini (Ravenna, 6 agosto 1945 – Lavagna, 24 gennaio 2024) è stato un vescovo cattolico italiano.

## Biografia
Nacque a Ravenna, città capoluogo di provincia e sede arcivescovile, il 6 agosto 1945. Si trasferì fin da bambino a Genova.

### Formazione e ministero sacerdotale
Frequentò il liceo classico e il corso di teologia presso il Seminario arcivescovile di Genova.
Il 1º marzo 1969 fu ordinato presbitero dal cardinale Giuseppe Siri.
Dopo l'ordinazione seguì il corso di laurea in diritto canonico della Pontificia Università Lateranense. Dal 1971 fu docente di diritto canonico presso il seminario arcivescovile e prestò servizio presso la parrocchia dei Santi Pietro e Bernardo alla Foce.
Dal 1974 al 1977 fu addetto della cancelleria della curia arcidiocesana diventando prima vicecancelliere e, nel 1981, cancelliere. Nel 1984 fu nominato canonico della cattedrale di San Lorenzo e nel 1985 membro dell'istituto per il sostentamento del clero. Nel 1987 divenne consulente diocesano dell'Ugci, membro del collegio dei consultori e vicario episcopale per la famiglia e la pastorale sanitaria.
Il 2 febbraio 1996 fu nominato provicario generale dell'arcidiocesi.

### Ministero episcopale
Il 6 luglio 1996 papa Giovanni Paolo II lo nominò vescovo ausiliare di Genova e vescovo titolare di Suelli. Il 14 settembre seguente ricevette l'ordinazione episcopale, nella cattedrale di San Lorenzo, dall'arcivescovo metropolita di Genova Dionigi Tettamanzi, co-consacranti Giacomo Barabino, vescovo di Ventimiglia-San Remo, e Martino Canessa, vescovo di Tortona.
Dal 1º ottobre 2002 al 1º febbraio 2003 fu amministratore diocesano di Genova dopo il trasferimento a Milano del cardinale Tettamanzi.
Il 20 marzo 2004 papa Giovanni Paolo II lo nominò vescovo di Chiavari; succedette ad Alberto Maria Careggio, nominato vescovo di Ventimiglia-San Remo. Il 16 maggio prese possesso della diocesi.
Fu segretario della conferenza episcopale della Liguria.
Il 10 aprile 2021 papa Francesco accolse la sua rinuncia, presentata per raggiunti limiti di età, al governo pastorale della diocesi di Chiavari; gli succedette Giampio Devasini, fino ad allora vicario generale di Casale Monferrato. Rimase amministratore apostolico della diocesi fino all'ingresso del successore, avvenuto il 20 giugno seguente.
Morì all'ospedale di Lavagna la mattina del 24 gennaio 2024, all'età di 78 anni. Dopo le esequie, celebrate il 26 gennaio dall'arcivescovo di Genova Marco Tasca nella cattedrale di Chiavari, fu sepolto nella cripta dei vescovi dello stesso edificio.

## Genealogia episcopale e successione apostolica
La genealogia episcopale è:
- Cardinale Scipione Rebiba
- Cardinale Giulio Antonio Santori
- Cardinale Girolamo Bernerio, O.P.
- Arcivescovo Galeazzo Sanvitale
- Cardinale Ludovico Ludovisi
- Cardinale Luigi Caetani
- Cardinale Ulderico Carpegna
- Cardinale Paluzzo Paluzzi Altieri degli Albertoni
- Papa Benedetto XIII
- Papa Benedetto XIV
- Papa Clemente XIII
- Cardinale Enrico Benedetto Stuart
- Papa Leone XII
- Cardinale Chiarissimo Falconieri Mellini
- Cardinale Camillo Di Pietro
- Cardinale Mieczysław Halka Ledóchowski
- Cardinale Jan Maurycy Paweł Puzyna de Kosielsko
- Arcivescovo Józef Bilczewski
- Arcivescovo Bolesław Twardowski
- Arcivescovo Eugeniusz Baziak
- Papa Giovanni Paolo II
- Cardinale Carlo Maria Martini, S.I.
- Cardinale Dionigi Tettamanzi
- Vescovo Alberto Tanasini

La successione apostolica è:
- Vescovo Calogero Marino (2016)